# Mike Darrington
Mike Darrington (* 13. September 1931) ist ein ehemaliger englischer Snookerspieler, der zwischen 1982 und 1996 für vierzehn Saisons Profispieler war. In dieser Zeit erreichte er die Runde der letzten 32 der English Professional Championship 1985, die Runde der letzten 32 der International Open 1983 und Rang 78 der Snookerweltrangliste.

## Karriere
Ab 1953 nahm Darrington regelmäßig an der English Amateur Championship teil, konnte aber erst 1978 mit einer Teilnahme am Halbfinale der Qualifikation einen Erfolg erzielen. Zwischenzeitlich hatte er auch zweimal an den Pontins Spring Open teilgenommen und dabei bei der Ausgabe 1975 das Halbfinale erreichen können. Im Jahr 1980 schied Darrington bei den Pontins Spring Open im Viertelfinale und bei den Pontins Camber Sands Open im Halbfinale aus, wogegen er in der Qualifikation für die English Amateur Championship das Finale erreichte. Dort verpasste er allerdings die Gelegenheit zur Teilnahme am Endspiel um die Meisterschaft, als er sich Joe O’Boye geschlagen geben musste. Ein erneuter Anlauf 1981 wurde von Vic Harris im Viertelfinale der Qualifikation beendet. Kurz danach erreichte er beim World of Snooker Festival das Finale, verlor dort aber gegen Steve Davis. Wenige Monate später gewann er aber mit der Zimbabwe Open Championship sein erstes großes Amateurturnier. Ein Jahr später, 1982, zog Darrington zum zweiten Mal ins Finale der Qualifikation für die English Amateur Championship ein, unterlag aber Dave Chalmers. Kurz danach wurde er Profispieler.
Nach einem verhaltenen Start in die Profikarriere zog Darrington während der Saison 1985/86 in die Runde der letzten 64 eines Ranglistenturnieres ein, wodurch er auf Platz 78 der Weltrangliste geführt wurde. In den restlichen 1980er-Jahren überwogen wieder die Qualifikationsniederlagen, auch wenn Darrington vereinzelt noch Hauptrunden erreichen konnte. Dennoch rutschte er bis Mitte 1989 auf Rang 102 der Weltrangliste ab. Danach konnte der Engländer kaum mehr ein Profispiel gewinnen. Abgestürzt auf den 510. Platz, beendete er 1996 nach vierzehn Saisons seine Profikarriere.

## Erfolge
| Ausgang         | Jahr | Turnier                              | Finalgegner   | Ergebnis |
| --------------- | ---- | ------------------------------------ | ------------- | -------- |
| Amateurturniere |      |                                      |               |          |
| Zweiter         | 1980 | English Amateur Championship – South | Joe O’Boye    | 5:8      |
| Zweiter         | 1981 | World of Snooker Festival            | Steve Davis   | 4:6      |
| Sieger          | 1981 | Zimbabwe Open Championship           | George Wood   | 6:5      |
| Zweiter         | 1982 | English Amateur Championship – South | Dave Chalmers | 3:8      |